# رایتس-یستربی
رایتس-یستربی (به چکی: Rájec-Jestřebí) یک منطقهٔ مسکونی و شهرستان دارای شهرک سابقاً روستا در جمهوری چک است که در ناحیه بلانسکو واقع شده‌است. رایتس-یستربی ۳٬۶۴۵ نفر جمعیت دارد.